# La Solidaridad (Madrid)
La Solidaridad fue un semanario anarquista de Madrid fundado por Anselmo Lorenzo en 1870.

## Historia
Fue el primer periódico defensor de la Primera Internacional, órgano de la sección madrileña. Apoyaba ideas anarquistas colectivistas, difundía las resoluciones, estatutos y comunicados de los congresos, abordaba temáticas afines al movimiento obrero. 
Entre sus redactores y colaboradores se encuentran Tomás González Morago, Enrique Simancas, Máximo Ambau, Francisco Mora Méndez, Víctor Pagés, etc. También se publicaron artículos de Bakunin y Proudhon.
A principios de agosto de 1870 La Solidaridad publicó un artículo titulado «La Guerra» opuesto a la guerra franco-prusiana que iba firmado por P.I., iniciales de un joven tipógrafo recién llegado a Madrid llamado Paulino Iglesias y que acababa de afiliarse a la Internacional —más tarde Paulino descubriría por la fe de bautismo que en realidad se llamaba Pablo— .
El primer número salió al público el 15 de enero de 1870 y el último número se publicó el 21 de enero de 1871.